# Identity 2010-2020
Identity 2010-2020 je best of kompilační album české symfonic/power metalové kapely Sebastien. Album mapuje první dekádu historie kapely a obsahuje písně z první tří alb a EP a vyšlo u vydavatelství Smile Music.

## Seznam skladeb
| Pořadí         | Název                                              | Délka |
| -------------- | -------------------------------------------------- | ----- |
| 1.             | Dorian (feat. Fabio Lione & Roland Grapow)         | 4:17  |
| 2.             | Amy                                                | 5:41  |
| 3.             | Die in Me (feat. Apollo Papathanasio)              | 4:57  |
| 4.             | Fight For Love (feat. Yannis Papadopoulos)         | 4:10  |
| 5.             | Last Dance at Rosslyn Chapel (feat. Ailyn Giménez) | 3:56  |
| 6.             | Lamb of God (feat. Tony Martin)                    | 3:58  |
| 7.             | Winner (feat. Mayo Petranin)                       | 4:04  |
| 8.             | The Ocean (feat. Zak Stevens)                      | 4:33  |
| 9.             | Crucifixion of the Heart                           | 3:14  |
| 10.            | Femme Fatale (feat. Amanda Somerville)             | 4:18  |
| 11.            | Behind the World                                   | 3:24  |
| 12.            | Tears of White Roses (feat. Mike DiMeo)            | 4:06  |
| 13.            | Black Rose Pt. I (feat. Doogie White)              | 3:17  |
| 14.            | Sweet Desire                                       | 4:27  |
| 15.            | Mirror on the Wall                                 | 3:34  |
| Celková délka: | Celková délka:                                     | 61:47 |

## Obsazení
- George Rain - zpěv, elektrické a akustické kytary, vokály
- Andy Mons - elektrické a akustické kytary, vokály
- Petri Kallio - basová kytara, klávesové nástroje, programming, vokály
- Pavel „Dvorkys“ Dvořák - klávesové nástroje
- Lucas R. – bicí nástroje